# Minardi M186
La Minardi M186 è una monoposto di Formula 1, costruita dalla scuderia italiana Minardi per partecipare al Campionato mondiale di Formula Uno del 1986.

## Progetto e sviluppo
Presentata a metà stagione e guidata da Andrea De Cesaris, fu progettata da Giacomo Caliri. Aveva una monoscocca in fibra di carbonio ed era alimentato dal propulsore Motori Moderni, un motore V6 turbocompresso lo stesso della M186.

## Risultati sportivi
| Anno | Team    | Motore                | Gomme | Piloti             |  |  |  |  |  |  |  |  |  |  |     |     |     |     |    |     | Punti | Pos. |
| ---- | ------- | --------------------- | ----- | ------------------ |  |  |  |  |  |  |  |  |  |  | --- | --- | --- | --- | -- | --- | ----- | ---- |
| 1986 | Minardi | Motori Moderni 615-90 | P     | Andrea De Cesaris  |  |  |  |  |  |  |  |  |  |  | Rit | Rit | Rit | Rit | 8  | Rit | 0     | -    |
| 1986 | Minardi | Motori Moderni 615-90 | P     | Alessandro Nannini |  |  |  |  |  |  |  |  |  |  | Rit | Rit | Rit | NC  | 14 | Rit | 0     | -    |